# Porto-Vecchio (chanson)
Pour les articles homonymes, voir Porto-Vecchio (homonymie).
Singles de Julien Doré
Coco câline
(2017) Midi sur novembre
(2018)
Clip vidéo
[vidéo] « Porto-Vecchio », sur YouTube
Porto-Vecchio est une chanson de Julien Doré, parue sur son quatrième album & (2016).
Elle est écrite et composée par Julien Doré et également composée par Darko, la production étant faite par Antoine Gaillet. Elle est sortie le 29 septembre 2017 en tant que quatrième et dernier single de l'album. Le single a été certifié disque d'or en France.

## Clip vidéo
Le clip de la chanson, réalisé par Brice VDH et Julien Doré, est sorti le 25 octobre 2020. Le clip a été tourné en Haute-Corse dans le golfe de Saint-Florent, au cours de 4 à 5 jours. Il présente Julien Doré et son chien sur un bateau baptisé « Le Porto-Vecchio ».

## Crédits
Crédits adaptés de Tidal.
- Julien Doré – voix, chœurs, paroles, composition, interprète associé
- David Faisques (Darko) – paroles, composition, piano
- Baptiste Homo – guitare, percussion, programmation
- Antoine Gaillet – producteur, ingénieur de mixage, ingénieur du son
- David Gaugué – basse
- Nicolas Musset – batterie
- Clément Agapitos – programmation
- Antoine Chabert (Chab) – mastering
- Sébastien Stefani – A&R
- Adrien Pallot – ingénieur-assistant
- Damien Arlot – ingénieur-assistant
- Olivier Leducq – ingénieur-assistant

## Liste de titres
| 1. | Porto-Vecchio | Julien Doré, Darko (David Faisques) | 3:40 |

## Classements et certifications

### Classements hebdomadaires
| Classement (2017-2018)                  | Meilleure position |
| --------------------------------------- | ------------------ |
| Belgique (Flandre Ultratip 100)         | Tip                |
| Belgique (Wallonie Ultratop 50 Singles) | 19                 |
| Belgique (Wallonie Ultratop 50 Airplay) | 9                  |
| France (SNEP)                           | 82                 |
| France (SNEP Radio)                     | 14                 |
| France (SNEP Ventes)                    | 42                 |
| France (SNEP Téléchargement)            | 46                 |

### Certification
| Pays                                                                       | Certification | Ventes certifiées |
| -------------------------------------------------------------------------- | ------------- | ----------------- |
| France (SNEP)                                                              | Or            | 66 666‡           |
| xNon précisé par la certification ‡ventes/streaming selon la certification |               |                   |

## Historique de sortie
| Pays   | Date              | Format         | Label    | Réf.   |
| ------ | ----------------- | -------------- | -------- | ------ |
| Divers | 29 septembre 2017 | Téléchargement | Columbia | [ 5 ]  |
| France | 20 décembre 2017  | 45 tours       | Columbia | [ 12 ] |